# Grant Lee Buffalo
Grant Lee Buffalo war eine Rockband aus Los Angeles. Der Bandname ergab sich einerseits aus den beiden Vornamen des Bandleaders und andererseits aus dem englischen Wort „Buffalo“ für Bison. Es steht als Symbol für alles, was in den USA je schiefgelaufen ist (in Anlehnung an die Beinahe-Ausrottung dieses Tiers). Die Band bestand aus Grant-Lee Phillips (Gesang und Gitarre), Paul Kimble (E-Bass) und Joey Peters (Schlagzeug). Alle drei waren zuvor Mitglieder einer anderen Band aus Los Angeles, Shiva Burlesque. Als GLB veröffentlichten sie vier Alben:
Fuzzy (1993), Mighty Joe Moon (1994), Copperopolis (1996) und Jubilee (1998, ohne Kimble, der die Band ein Jahr zuvor verlassen hatte). Nach der Veröffentlichung Jubilee löste sich die Band auf, Phillips verfolgt seitdem eine erfolgreiche Solokarriere. 2001 erschien Storm Hymnal, eine Compilation aus Singles, Albumtracks und Raritäten. 2012 spielten sie kurzzeitig wieder, u. a. auf dem Haldern Pop Festival. 
Grant Lee Buffalo hatten einen Americana-artigen Sound, der deutlich von Musikern wie Neil Young und Elementen aus der Countrymusik beeinflusst war. In ihren Texten berührten sie häufig politische und gesellschaftliche Streitfragen (beispielsweise bezieht sich Lone Star Song aus Mighty Joe Moon auf die berüchtigte Waco-Belagerung). Sie waren mit Bandgrößen der frühen bis mittleren 1990er auf Tournee, wie R.E.M., Pearl Jam und den Smashing Pumpkins.

## Diskografie
- Fuzzy (1993)
- Mighty Joe Moon (1994)
- Copperopolis (1996)
- Jubilee (1998)
- Storm Hymnal – Gems From The Vault Of Grant Lee Buffalo (2001)